# 桂格希爾 (特拉華州)
桂格希爾（英語：Quaker Hill）是位於美國特拉華州紐卡斯爾縣的一個非建制地區。該地的面積和人口皆未知。

## 地理
桂格希爾的座標為39°47′50″N 75°41′34″W / 39.79722°N 75.69278°W，而該地的平均海拔高度為111米（即364英尺）。